# Graf, Iowa
Graf là một thành phố thuộc quận Dubuque, tiểu bang Iowa, Hoa Kỳ. Năm 2010, dân số của thành phố này là 79 người.

## Dân số
Dân số qua các năm:
- Năm 2000: 73 người.
- Năm 2010: 79 người.